# Somerset (metrostation)
Somerset is een metrostation van de metro van Singapore aan de North South Line.